# Jardin de l'Hôtel-Salomon-de-Rothschild
Pour les articles homonymes, voir Rothschild.
Le jardin de l'Hôtel-Salomon-de-Rothschild est un square du 8e arrondissement de Paris, dans le quartier du Faubourg-du-Roule.

## Situation et accès
Le site est accessible par le 12, avenue de Friedland, la place Georges-Guillaumin et la rue Balzac.
Il est desservi par la ligne 1 à la station George V.

## Historique
Ouvert au public grâce à la générosité de la Fondation nationale des arts graphiques et plastiques, ce jardin fait partie de l’hôtel Salomon de Rothschild.